# Дипломатичні документи Швейцарії

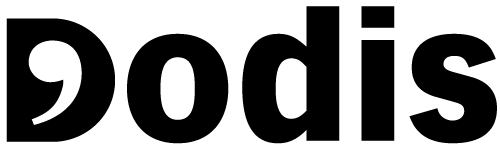
Логотип проєкту "Дипломатичні документи Швейцарії".

Дипломатичні документи Швейцарії ( Dodis ) — дослідницький проєкт, який займається редакцією важливих документів  швейцарських закордонних відносин та новітньої історії . Проєкт включає серію книжок в декількох томах та Інтернет-базу даних Dodis. 

## Мета
На відміну від інших видань про зовнішню політику, Додіс не є державним проєктом, а власне є продуктом академічних досліджень та напрацювань. Дослідницька група обирає документи, які повинні бути опубліковані відповідно до незалежно визначених критеріїв, і пов'язані лише з науковими принципами. Завдяки їх вибору опублікованих документів, дослідники мають на меті висвітлити основні риси міжнародних відносин Швейцарії, вказуючи на її різноманіття. Основні дослідження, проведені в Додіс, надають історикам першоджерела, що дозволяють їм працювати над конкретними аспектами зовнішньої політики Швейцарії або надатти контексту більш складним розробкам. 

## Організація
Дипломатичні документи Швейцарії є власністю Швейцарської академії гуманітарних та соціальних наук (SAGW) що працює під егідою Швейцарського товариства історії (SSH) . Фінансування та адміністрування проєкту академія взяла на себе у січні 2000 р. від Швейцарського національного наукового фонду (SNF), який до цього був основним фінансовим спонсором Додіс. Крім того, проєкт підтримується Федеральним архівом Швейцарії (SFA), де знаходиться Науково-дослідний центр, та Федеральним департаментом закордонних справ (FDFA) . Дослідницьким центром дипломатичних документів Швейцарії керує директор. Директор є підзвітним Комітету Додіс, до складу якого входять представники сприяючих їм організацій, а також професори усіх історичних кафедр Швейцарських університетів. 

## Історія
У 1972 році група істориків зайнялася публікацією документів для вивчення зовнішньої політики Швейцарії та її міжнародних зносин. П'ятнадцять томів, що охоплювали період з 1848 по 1945 роки, були згодом опубліковані між 1979 і 1997 роками. Публікуванням кожного тому займалися різні групи дослідників, що знаходяться в швейцарському університеті. Реструктуризація проєкту відбулася в середині 1990-х: під час планування другої серії Dodis та онлайн-бази даних різні непостійні дослідницькі групи були замінені постійним науково-дослідним центром із встановленим персоналом. Робота над другою серією Dodis, періодичністю з 1945 по 1989 рік, розпочалася в 1997 році. В тому ж році база даних dodis.ch вийшла в мережу інтернет. 

## Продукція

### Інтернет-база даних (dodis.ch)
Dodis.ch - це інтеграційна Інтернет-база дипломатичних документів Швейцарії (Dodis), що знаходиться у вільному доступі. У ньому містяться тисячі файлів, отриманих, головним чином, зі Швейцарського федерального архіву, що пов'язані зі зовнішніми відносинами Швейцарії.  База даних також пов'язує метадані щодо осіб та організацій, важливих для історії Швейцарії та для світу загалом. Таким чином, джерела можуть бути критично контекстуалізовані, і дослідження можуть бути поширені на інші документи Додіс, а також на відповідні архівні фонди. Реляційна база даних працює на додаток до друкованих томів і має на меті детальніше зображення різних аспектів швейцарських міжнародних відносин. Тисячі документів на dodis.ch, всупереч тим, що містяться в томах, не зазначаються, а індексуються та позначаються відповідно до наукових критеріїв. Усі документи на dodis.ch є відсканованими і їх можна завантажити у форматі PDF. 

### Книги
Серія книг у кількох томах має на меті проілюструвати основні риси та особливості міжнародних відносин Швейцарії. Документи, надруковані в цих книгах, в першу чергу або показують загальну спрямованість швейцарських закордонних відносин, або вказують, що саме в певний час мало вплив на подальшу орієнтацію. З 1979 р. по 1997 р. перша серія була опублікована у п'ятнадцяти томах, що охоплювали період з 1848 по 1945 рр. Ці томи пізніше були оцифровані і до них можна отримати доступ через пошукові системи Швейцарського федерального архіву Officialelles numérisées, де використовується повнотекстовий пошук . Друга серія, що охоплює період з 1945 р. До 1989 р., Має завершитися до 2020 р., А також планується вийти у п'ятнадцяти томах. Найновіший том (т. 26 1973-75) був опублікований у 2018 році. 

## зовнішні посилання
- Офіційний вебсайт [Архівовано 25 вересня 2019 у Wayback Machine.]
- Члени дослідницької групи DDS [Архівовано 18 жовтня 2019 у Wayback Machine.]
- Члени Комітету DDS [Архівовано 18 жовтня 2019 у Wayback Machine.]
- Он-лайн база даних Dodis [Архівовано 4 вересня 2019 у Wayback Machine.]
- Онлайн-доступ до офіційних видань Швейцарської конфедерації (німецька / французька / італійська) [Архівовано 21 липня 2019 у Wayback Machine.]